# Mimotragocephala dujardini
Mimotragocephala dujardini là một loài bọ cánh cứng trong họ Cerambycidae.